# Vic Elford
Pour les articles homonymes, voir Elford.
Victor Henry Elford, dit Vic Elford, né le 10 juin 1935 à Londres et mort le 13 mars 2022 à Plantation (Floride), est un pilote automobile britannique.
Il s'est illustré en rallye et sur circuit, à la fois en endurance et en Formule 1. Il a remporté le Rallye Monte-Carlo en 1968 et les 1 000 kilomètres du Nürburgring à trois reprises (1968, 1970 et 1971).

## Biographie

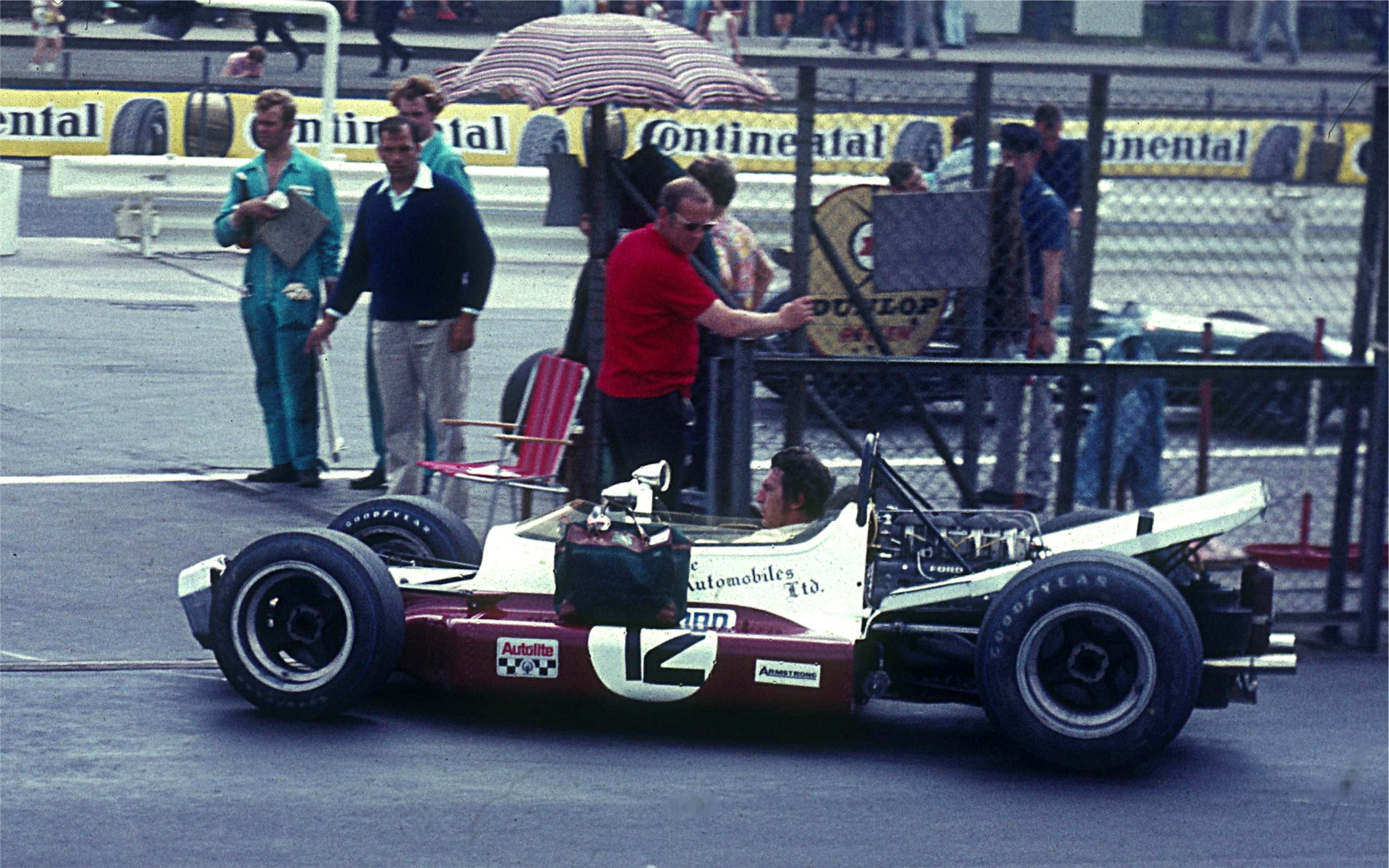
Vic Elford au volant d'une McLaren M7A en 1969.

Vic Elford commence sa carrière en rallye en pilotant pour les écuries BMC et Ford. En 1966 il termine en tête du Rallye Sanremo (le Rallye des Fleurs), mais sa boîte de vitesses est non conforme et il est disqualifié, avec John Davenport sur sa Lotus Cortina ; il finit cependant second du Rallye des Tulipes. En 1967, année faste pour lui, il termine à la troisième place du Tour de Corse puis du rallye de Monte Carlo au volant d'une Porsche 911S, remportant le Rallye d'Allemagne de l'Ouest Stuttgart-Solitude (en fait le Lyon-Charbonnières français cette année-là), le Rallye des Tulipes, le Rallye de Genève, le Liège-Rome-Liège, et également le titre de Champion d'Europe des rallyes en Groupe 3, grâce à sa Porsche 911. Elford est ensuite le vainqueur de l'édition 1968 du Monte Carlo, avant de s'imposer aux 24 heures de Daytona sur une Porsche 907 qu'il partage avec Jochen Neerpasch, Hans Herrmann et Rolf Stommelen. L'équipage offre ainsi à Porsche sa première victoire en Championnat du monde des voitures de sport. En 1968, Elford remporte deux autres épreuves d'endurance pour le compte de Porsche: la Targa Florio (avec Umberto Maglioli) et les 1 000 kilomètres du Nürburgring (avec Jo Siffert), puis il récidive en Allemagne sur l'anneau du Nürburgring en 1970 (avec Kurt Ahrens) et en 1971 (avec Gérard Larrousse), le tout sur Porsche 908. Il est aussi victorieux aux 12 Heures de Sebring 1971 (avec Larrousse), toujours pour Porsche (avec le modèle 917 K). Aux 24 Heures du Mans, il termine 6e en 1973 (avec la Ferrari 365 GTB//4) et 7e en 1967 (sur 907), pour neuf participations.
Il remporte ainsi durant sa carrière cinq épreuves du championnat d'Europe des rallyes, et six épreuves majeures en endurance.
Il participe de plus à treize Grand Prix de Formule 1 entre 1968 et 1971, d'abord sur Cooper, puis sur une McLaren engagée par l'écurie privée Team Antiques Automobiles, et enfin sur BRM. Il marque au total huit points au championnat du monde des pilotes.
Il remporte également le premier rallycross officiellement organisé le 4 février 1967 au Lydden Circuit (en) (Douvres), sur Porsche 911 devant Brian Melia et Tony Fall.

## Résultats en championnat du monde de Formule 1
| Saison | Écurie              | Châssis                 | Moteur                   | Pneus     | GP disputés | Points inscrits | Classement |
| ------ | ------------------- | ----------------------- | ------------------------ | --------- | ----------- | --------------- | ---------- |
| 1968   | Cooper Car Company  | Cooper T86B             | BRM V12                  | Goodyear  | 7           | 5               | 17e        |
| 1969   | Antique Automobiles | Cooper T86B McLaren M7A | Maserati V12 Cosworth V8 | Goodyear  | 5           | 3               | 13e        |
| 1971   | Yardley Team BRM    | BRM P160                | BRM V12                  | Firestone | 1           | 0               | Nc.        |

## Résultats aux 24 heures du Mans
| Année | Équipe                            | Voiture                 | Équipiers                          | Résultat |
| ----- | --------------------------------- | ----------------------- | ---------------------------------- | -------- |
| 1967  | Porsche System Engineering        | Porsche 906 Carrera 6   | Ben Pon                            | 7e       |
| 1968  | Porsche System Engineering        | Porsche 908             | Gerhard Mitter                     | Abandon  |
| 1969  | Porsche System Engineering        | Porsche 917 LH          | Richard Attwood                    | Abandon  |
| 1970  | Porsche KG Salzburg               | Porsche 917 LH          | Kurt Ahrens                        | Abandon  |
| 1971  | Martini International Racing Team | Porsche 917 LH          | Gérard Larrousse                   | Abandon  |
| 1972  | Scuderia Autodelta SpA            | Alfa Romeo 33 TT 3      | Helmut Marko                       | Abandon  |
| 1973  | Automobiles Charles Pozzi         | Ferrari 365 GTB/4       | Claude Ballot-Léna                 | 6e       |
| 1974  | Robert Buchet                     | Porsche 911 Carrera RSR | Claude Ballot-Léna                 | Abandon  |
| 1983  | Jean Rondeau Malardeau            | Rondeau M379C           | Joël Gouhier Anny-Charlotte Verney | Abandon  |

## Autres
Résultats au Rallye Dakar
- 1982 : participation au rallye Dakar avec comme copilote le Belge Lucien Beckers (le frère de la pilote Christine Beckers) sur Subaru SwingBack (voiture n°157)[7].
- 1983 : participation au rallye Dakar sans copilote sur Subaru SwingBack (voiture n°146)[8].
- 1984 : participation au rallye Dakar avec comme copilote le Belge Nicolas Crets sur Mercedes 280 GE (voiture n°186)[9].

## Récompense
- 1972 : chevalier de l'Ordre national du Mérite français, des mains de Georges Pompidou.

## Publications

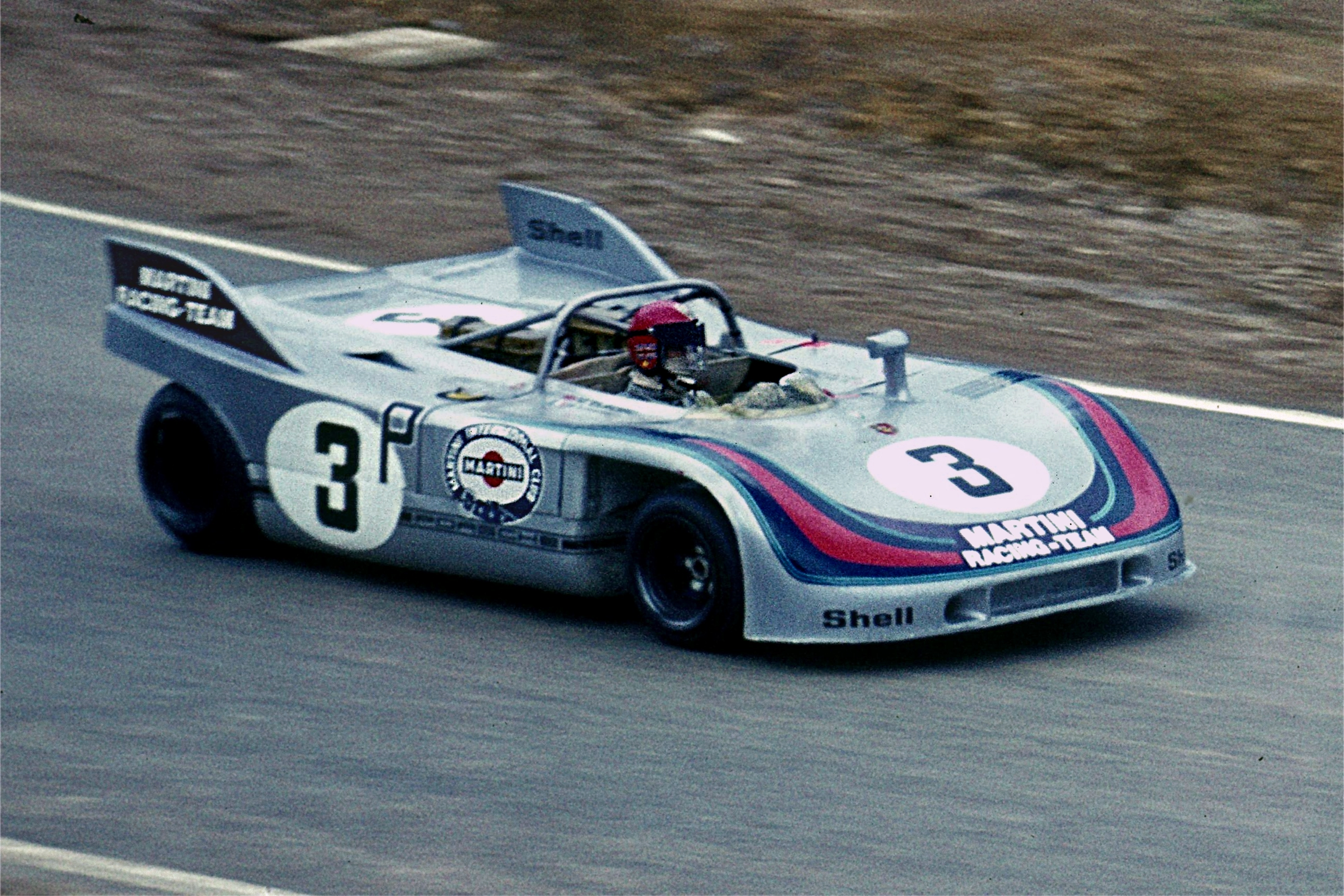
Vic Elford sur Porsche 908-3 au Nürburgring en 1971.

- (en) Victor Henry Elford, Porsche High Performance Driving Handbook, 1994 (ISBN 0-87938-849-8)
- (en) Victor Henry Elford, Vic Elford : Reflections on a Golden Era in Motorsports, 2005 (ISBN 1-893618-52-8)
- Victor Henry Elford, La victoire ou... rien, Paris, Solar, 1974, 342 p.